# Barbad

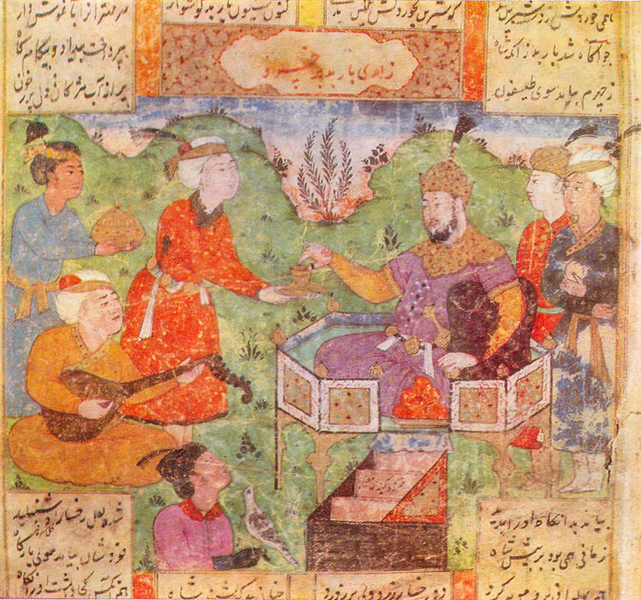
Barbad spelar för storkungen Khusrov. Bild från 1664.

Barbad (persiska: باربد) berömd sassanidisk musiker och poet som verkade under storkungen Khusrov II som styrde 590-628. Han skapade ett av världens första metriska verssystem som kallas sorud-e khosravani ("kunglig vers"). Till andra kända sassanidiska musiker hör Bamshad, Nagisa, Sarkash och Ramtin. Han samarbetade särskilt med harpmästaren Nagisa i den berömda septetten Kungliga ensemblen. 